# Frank Aaen
Frank Aaen (født 25. juli 1951 i Nørresundby), er en dansk økonom og tidligere folketingsmedlem for Enhedslisten frem til 2015. Som folketingsmedlem for Enhedslisten i perioden 1994-2001 var han bl.a. finanspolitisk ordfører og fik indflydelse på flere finanslovsforlig, samtidig med at han bidrog til at præge den offentlige debat med bl.a. afsløringer af dansk våbenproduktion for Tyskland under besættelsen.
Aaen er endvidere formand for og initiativtager til foreningen Kritiske Aktionærer siden 1998, hvilket har givet ham adgang til talerstolen på mange større aktieselskabers generalforsamlinger. I 2005 blev han genvalgt til Folketinget, hvor han var Enhedslistens ordfører inden for bl.a. finans-, skatte og erhvervspolitik. Politisk er han kendt for at stille mange og kritiske spørgsmål om økonomiske forhold, bl.a. ofte om store multinationale selskaber. Ligeledes har han også ofte kritiseret de velhavende for at forsøge at undslippe sig topskat og virksomhederne for at undslippe sig selskabsskat.

## Baggrund
Frank Aaen blev født i Nørresundby, tidligere en købstad og forstad til Aalborg, som søn af kommis Carlo Aaen og kontorassistent Betty Aaen. Han blev student fra Aalborghus Statsgymnasium i 1971 og cand.oecon. fra Aalborg Universitetscenter i 1985. Fra 1986 til 1989 var han politisk redaktør for det kommunistiske dagblad Land og Folk. Han arbejdede som freelanceøkonom i årene 1990 til 1992 og var økonom og sektionsleder hos det Det Kommunale Kartel i årene 1992 til 1994.
Den 16. marts 2006 blev han ramt af en mindre blodprop i balancenerven og var efterfølgende sygemeldt i en kortere periode.
Privat er han gift med børnehavepædagog Bibbe Jensen Aaen og parret er bosiddende på Jagtvej på Østerbro i København. Han har to sønner, Mikkel (født 1994) og Mads (født 1979), fra et tidligere ægteskab.

## Politisk karriere
I perioden 1977 til 1982 var han formand for Kommunistiske Studenter (KOMM.S.) og blev i 1981 idømt 20 dagbøder, da KOMM.S. som led i kampen mod det danske forsvar havde forfattet falske breve, der angav at stamme fra Forsvarskommandoen. Han blev første gang valgt til Folketinget den 21. september 1994 for Enhedslisten i Nordjyllands Amtskreds, en post han bestred indtil den 20. november 2001, hvor han ikke blev genvalgt.
I perioden, hvor han ikke sad i Folketinget arbejdede han som sekretær for Pernille Rosenkrantz-Theil. Han blev dog genvalgt den 8. februar 2005 i Århus Amtskreds og blev kendt for i en årrække at være sit partis udenrigs- og forsvarspolitiske ordfører. I perioden 2011 - 2015 fungerede han som ordfører inden for finans, skat og erhverv. Ifølge Enhedslistens rotationsregler kunne han ikke genopstille til Folketingsvalg 2015.

### Kritiske Aktionærer
I 1998 stiftede han foreningen Kritiske Aktionærer, og har siden fungeret som initiativtager og formand. Foreningen har i dag aktier hos bl.a. Mærsk, Novo Nordisk, Lundbeck, Jyske Bank, TDC og Alm. Brand.
Foreningen har bl.a. sat fokus på Mærsk-arbejdere i Kina der arbejder under kritiske forhold, og krævet at Danisco skulle udbetale erstatning til arbejdere på Grindstedværket, der blev forgiftet af kviksølv.
Han har flere gange forsøgt at skabe indirekte alliancer med større pensionskasser. Det lykkedes en enkelt gang, da han i 1999 stillede et forslag til afstemning på Daniscos generalforsamling og opfordrede virksomheden til at stoppe sit arbejde med gensplejsede sukkerroer.
Ved Novo Nordisks generalforsamling i 2001 kritiserede han virksomheden for at hindre fattige sydafrikaneres adgang til billig AIDS-medicin. Dette gav en del medieomtale, også fordi hans optræden var koordineret med organisationen ATTACs demonstrationer uden for generalforsamlingen.

### A.P. Møller - Mærsk
Frank Aaen har i en lang årrække kritiseret og langet ud efter rederikoncernen A.P. Møller - Mærsk. Da Mærsk i 1999 blev anklaget for at have samarbejdet med tyskerne under besættelsen, opfordrede Frank Aaen i et åbent brev til Mærsk Mc-Kinney Møller at lade et hold af historikere belyse A.P. Møllers rolle under besættelsen. Opfordringen kom, efter at Mærsk Mc-Kinney Møller på A.P. Møllers generalforsamling i maj 1999 kom med barske udfald mod Aaen, der var aktionær i rederiet. Mc-Kinney Møller havde på generalforsamlingen udtalt: "Hr. Aaen. Deres kritiske, ukonstruktive og ufine bemærkninger om dette foretagende og min person kan jeg godt leve med. Men De bør vide, at jeg tager den skarpeste afstand fra Deres injurierende og billige udgydelser om min far."
Hele sagen startede med, at det blev kendt, at rederiet A.P. Møller havde støttet Dansk Folkeparti ved folketingsvalget i 1998. Det førte bl.a. til, at Frank Aaen i en kronik i Berlingske beskyldte A.P. Møller for at have optrådt tyskervenligt under krigen. Han har tidligere beskyldt virksomheden for skatteunddragelse, og for ikke at betale nok i skat i Danmark.
Da Mærsk Mc-Kinney Møller døde den 16. april 2012 udtalte Frank Aaen; "Jeg har haft en del ture med ham gennem tiderne. Dem kommer jeg til at savne. På den måde er det en særlig dag for mig."

## Kontrovers

### Injuriesag mod Jørgen Røjel
I 2001 anlagde han en injuriesag mod den tidligere modstandsmand Jørgen Røjel. Dette skete efter at Røjel den 17. december 2000 i et debatindlæg i Jyllands-Posten havde beskyldt Frank Aaen for at have begået strafbare handlinger. Han skrev, at Frank Aaen i 1989 deltog i et politbureaumøde i DDR kort før murens fald, hvor han også tilføjede; "hvis det var blevet opdaget i tide, havde han fået en lang fængselsstraf for overtrædelse af straffelovens bestemmelser." Ligeledes havde Røjel også skrevet; "hvis Frank Aaen var blevet opdaget i tide, ville han på grund af bestilt og betalt arbejde for fremmede magter være blevet straffet efter spionageparagraffen." Jørgen Røjel beskyldte også den afdøde Holger Vivike for at have begået strafbare handlinger.
I juli 2001 blev Jørgen Røjel stævnet af Aaens advokat – den nu afdøde Søren Søltoft Madsen for injurier. Ved Byretten i Fredericia den 4. september 2001 blev Jørgen Røjel idømt 20 dagbøder på hver 100 kr. og blev også dømt til at betale 10.000 kr. i erstatning til Frank Aaen.

### Kontrovers omkring Afghanistanbesøg i 1980'erne
Det socialistiske magasin Røde Blade udsendte i 1980 og 1984 Frank Aaen som journalist til Afghanistan. Der blev i årene op til 2007 rejst mistanke mod Aaen for under besøgene i Afghanistan i samarbejde med det afghanske sikkerhedspoliti KHAD og den sovjetiske efterretningstjeneste KGB at have deltaget i afhøringer og tortur af tilfangetagne mujahedinere. Mette Herborg, hvis kronik i Berlingske Tidende i juni 2001 er kritikernes kilde til beskyldningerne, kan ikke fremlægge andre kilder end Frank Aaens egne artikler, der kun taler om interviews.
Nyhedsavisen nedtonede i marts 2007 tortur-mistanken mod Aaen. Avisen bekræftede, at Aaen befandt sig i en fangelejr for tilfangetagne mujahedinere, som han også interviewede, men også at det ikke kan bevises, at Aaen ved den lejlighed skulle have overværet tortur eller medvirket ved en afhøring.
"Frank Aaen maler i artiklerne et skønmaleri af situationen i Afghanistan, og det kan man kalde naivt, ukritisk. Men man kan på ingen måde tale om, at Frank Aaen har medvirket til tortur", historiker Tue Magnussen 2007, Rehabiliteringscentret for Torturofre.